# Berundung
Berundung is een bestuurslaag in het regentschap Lampung Selatan van de provincie Lampung, Indonesië. Berundung telt 2087 inwoners (volkstelling 2010).